# Joseph Wheeler
Joseph Wheeler (10. rujna 1836. – 25. siječnja 1906.), bio je američki vojnik i političar.

## Životopis
Iako porijeklom iz Nove Engleske, Wheeler je odrastao u Georgiji. Uvijek se smatrao Georgiancem i Južnjakom. 1854. se upisao na vojnu akademiju West Point, koju je završio 1859. s činom potporučnika. Do 1861. borio se protiv Indijanaca na zapadu. Tamo je stekao nadimak "Fighting Joe" (Borbeni Joe). Kada je izbio američki građanski rat, Wheeler je napustio vojsku da bi se pridružio snagama Konfederacije. Tijekom rata istakao se kao zapovjednik konjaništva u Vojsci Tennesseeja na zapadnom bojištu. Tijekom rata je stekao čin general bojnika. 
Nakon poraza Konfederacije i završetka rata, postao je poljoprivrednik i odvjetnik. 1880. izabran je u Kongres Sjedinjenih Američkih Država kao demokratski zastupnik države Alabame. U Kongresu se zalagao za pomirenje dojučerašnjih ratnih protivnika, sjevernih i južnih država SAD-a.
Kada je 1898. izbio španjolsko-američki rat, Wheeler se dobrovoljno pridružio američkoj vojsci. Predsjednik William McKinley dao mu je čin general bojnika dobrovoljaca. Postao je zapovjednik konjičke divizije, u sastavu koje su bili i "Pakleni jahači" Theodorea Roosevelta. Sudjelovao je u protjerivanju španjolskih snaga s Kube i Filipina. Na Filipinima je promaknut u čin brigadnog generala regularne vojske. Umro je od bolesti 1906. god. Pokopan je na vojnom groblju Arlington.